# 1879
1879. је била проста година.

## Догађаји

### Јануар
- 11. јануар — Британске снаге под командом лорда Челмсфорда су напали Зулуланд без дозволе британске владе, чиме су започели Англо-зулу рат.

### Фебруар
- 12. фебруар — Чилеанска војска је окупирала боливијску луку Антофагасту, што је био повод за Пацифички рат.
- 15. фебруар — Амерички председник Радерфорд Б. Хејз је потписао закон који омогућава женама адвокатима да заступају случајеве пред Врховним судом Сједињених Америчких Држава.

### Октобар
- 7. октобар — Потписана Двојна алијанса године између Немачке и Аустроугарске.
- 21. октобар — Томас Алва Едисон извршио је у лабораторији у Њу Џерсију пробу сијалице са графитним нитима.

### Децембар
- 31. децембар — Амерички проналазач Томас Алва Едисон први пут јавно демонстрирао електричну сијалицу, у Менло Парку, у Њу Џерзију.

## Рођења

### Јануар
- 18. јануар — Анри Жиро, француски генерал

### Фебруар
- 23. фебруар — Казимир Маљевич, украјински сликар

### Март
- 14. март — Алберт Ајнштајн, немачки физичар († 1955)

### Април
- 15. април — Карл Бош, аустријски физичар

### Мај
- 28. мај — Милутин Миланковић, српски математичар, астроном и геофизичар († 1958)

### Јун
- 29. јун — Александар Цанков, бугарски политичар († 1959)
- 5. јун — Рене Потје, француски бициклиста. (†1907).

### Јул
- 28. јул — Виторио Амброзио, италијански генерал († 1958)

### Август
- 8. август — Емилијано Запата, мексички револуционар

### Октобар
- 9. октобар — Макс фон Лауе, немачки физичар († 1960)

### Новембар
- 7. новембар — Лав Троцки, руски револуционар († 1940)

### Децембар
- 2. децембар — Јосиф Стаљин, совјетски вођа († 1953)

### Непознат датум
- Википедија:Непознат датум — Радован Саватић, српски бициклиста. (†1952)

## Смрти

### Јануар
- 8. јануар — Фердо Ливадић, хрватски књижевник

### Фебруар
- 10. фебруар — Оноре Домије, француски графичар, карикатуриста, сликар и вајар (* 1808)

### Март
- 1. март — Тома Кутур, француски сликар

### Април
- 23. април — Еугенио Агилар, председник Салвадора

### Мај
- 12. мај — Лудвиг Ангерер, аустријски фотограф (* 1827)